# Israel G. Lash

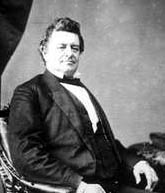
Israel G. Lash

Israel George Lash (* 18. August 1810 in Bethania, North Carolina; † 1. April 1878 in Winston-Salem, North Carolina) war ein US-amerikanischer Politiker. Zwischen 1868 und 1871 vertrat er den Bundesstaat North Carolina im US-Repräsentantenhaus.

## Werdegang
Israel Lash besuchte die öffentlichen Schulen seiner Heimat und wurde danach im Bankgewerbe tätig. Anschließend wurde er Zigarrenhersteller. Nach dem Bürgerkrieg begann er als Mitglied der Republikanischen Partei eine politische Laufbahn. Im Jahr 1868 war er Delegierter auf einer Versammlung zur Überarbeitung der Staatsverfassung.
Nach der Wiederzulassung North Carolinas zur Union wurde Lash im fünften Wahlbezirk seines Staates in das US-Repräsentantenhaus in Washington, D.C. gewählt, wo er am 20. Juli 1868 sein neues Mandat antrat. Nach einer Wiederwahl konnte er bis zum 3. März 1871 im Kongress verbleiben. Dort erlebte er zu Beginn seiner Amtszeit den Streit zwischen seiner Partei und Präsident Andrew Johnson.
1870 verzichtete Israel Lash auf eine erneute Kandidatur. In den folgenden Jahren bis zu seinem Tod am 1. April 1878 war er in Winston-Salem im Bankgewerbe tätig.